# Бришо, Жан
Жан Жозе́ф Эми́ль Бришо (фр. Jean Brichaut; 29 июля 1911 года, Оне — 14 мая 1962 года, неизвестно) — бельгийский футболист, нападающий, участник чемпионата мира 1934 года.

## Клубная карьера
Бришо — воспитанник клуба «Стандарт (Льеж)». В 1929 году дебютировал в основном составе команды, вместе с Жан Капеллем сформировал сильный дуэт нападающих. В 1936 году, Бришо вместе с командой упустил чемпионский титул проиграв в последнем матче сезона; трофей завоевал «Роял Даринг Моленбек». По окончании чемпионата завершил профессиональную карьеру.

## Карьера в сборной
С 1932 по 1936 годы провёл 12 матчей за сборную. 1 мая 1932 года дебютировал за сборную в товарищеском матче против Франции и отличился дебютным голом. Был также в заявке на чемпионат мира 1934 года во Италии, но не играл на турнире.
| Матчи и голы Жана Бришо за сборную Бельгии | Матчи и голы Жана Бришо за сборную Бельгии | Матчи и голы Жана Бришо за сборную Бельгии | Матчи и голы Жана Бришо за сборную Бельгии | Матчи и голы Жана Бришо за сборную Бельгии | Матчи и голы Жана Бришо за сборную Бельгии | Матчи и голы Жана Бришо за сборную Бельгии |
| ------------------------------------------ | ------------------------------------------ | ------------------------------------------ | ------------------------------------------ | ------------------------------------------ | ------------------------------------------ | ------------------------------------------ |
| №                                          | Дата                                       | Место проведения                           | Соперник                                   | Счёт                                       | Голы                                       | Турнир                                     |
| 1                                          | 1 мая 1932                                 | Брюссель, Бельгия                          | Франция                                    | 5:2                                        | 23′                                        | Товарищеский матч                          |
| 2                                          | 5 июня 1932                                | Копенгаген, Дания                          | Дания                                      | 3:4                                        | —                                          | Товарищеский матч                          |
| 3                                          | 12 июня 1932                               | Стокгольм, Швеция                          | Швеция                                     | 3:1                                        | —                                          | Товарищеский матч                          |
| 4                                          | 11 декабря 1932                            | Брюссель, Бельгия                          | Австрия                                    | 1:6                                        | —                                          | Товарищеский матч                          |
| 5                                          | 12 февраля 1933                            | Брюссель, Бельгия                          | Италия                                     | 2:3                                        | —                                          | Товарищеский матч                          |
| 6                                          | 4 июня 1933                                | Варшава, Польша                            | Польша                                     | 0:1                                        | 39′                                        | Товарищеский матч                          |
| 7                                          | 11 июня 1933                               | Вена, Австрия                              | Австрия                                    | 4:1                                        | —                                          | Товарищеский матч                          |
| 8                                          | 26 ноября 1933                             | Брюссель, Бельгия                          | Дания                                      | 2:2                                        | —                                          | Товарищеский матч                          |
| 9                                          | 21 января 1934                             | Брюссель, Бельгия                          | Франция                                    | 2:3                                        | —                                          | Товарищеский матч                          |
| 10                                         | 25 февраля 1934                            | Дублин, Ирландия                           | Ирландия                                   | 4:4                                        | —                                          | отбор на ЧМ—1938                           |
| 11                                         | 11 марта 1934                              | Амстердам, Нидерланды                      | Нидерланды                                 | 9:3                                        | 56′                                        | Товарищеский матч                          |
| 12                                         | 16 февраля 1936                            | Брюссель, Бельгия                          | Польша                                     | 0:2                                        | —                                          | Товарищеский матч                          |

Итого: 12 матчей / 3 гола; 3 победы, 2 ничьи, 7 поражений.